# Дужност (3. сезона)
Трећа сезона серије Дужност је емитована од 24. марта до 28. априла 2016. године и броји 6 епизода.

## Опис
Данијел Мејс је заменио Кили Хос на почетку ове сезоне. Кили Хос се у овој сезони појавила епизодно. Крег Паркинсон је напустио главну поставу на крају сезоне.

## Улоге

### Главне
- Данијел Мејс као Наредник Дени Волдрон
- Мартин Компстон као Детектив наредник Стив Арнот
- Вики Меклур као Детективна позорница Кејт Флеминг
- Адријан Данбар као Надзорник Тед Хејстингс
- Крег Паркинсон као Детектив наредник Метју Котан

### Епизодне
- Кили Хос као Детективка инспекторка Линдзи Дентон (епизоде 2−6)

## Епизоде
| Бр. еп. (укупно) | Бр. еп. (у сезони) | Наслов               | Редитељ       | Сценариста   | Премијера       | Гледаност у Великој Британији (милиони) |
| --- | ------------------ | -------------------- | ------------- | ------------ | --------------- | --------------------------------------- |
| 12 | 1                  | "Чудовишта"          | Мајкл Килор   | Џед Меркурио | 24. март 2016.  | 3.54                                    |
| Наредник Дени Волдрон и његова екипа наоружаних службеника су послати да приведо Ронана Марфија, осумњиеног траженог због везе са планом у вези мафијашког погубљења. Волдрон је наредио "грубо заустављање" возила осумњиченог, присиљавајући осумњиченог да се повуче на оближње имање. Волдрон је кренуо у потеру, али га је сустигао доста раније пре него што је његова екипа стигла и одлучио да хладнокрвно убије осумњиченог иако је он већ одложио свој пиштољ па је исценирао поприште да изгледа као да је овај отворио ватру пре него што га је он упуцао. Кад је Волдронова екипа стигла, он им је наредио да одложе оружје. Током саслушања у ПП-12, Волдрон је наизглед имао одговоре на све све док га испитивање ДН Арнота о његовом личном животу није уплашило. Хејстингс је пристао да пошаље Флемингову на тајни задатак као нову чланицу Волдронове јединице како би покушала да открије истину. Волдронова екипа је напета јер је малтретирана како би сарађивала са њим, а Флемингова је означила ПП Хариндерпала "Харија" Бејнса као могућег доушника, али Бејнс одбија да сведочи. Након притискања заступнице ПП-12 Гил Бигало, Волдронова екипа се вратила на дужност са Флеминговом. На првом задатку, позвани су у рацију у кућу где се крије дрога. Волдрон је украо једно оружје без дозволе па спречио Флемингову да потегне пиштољ на дете које их је изненадило после чега је захтевао да оде из његове јединице. Волдрон је дошао у Бејнсову кућу са оружјем без дозволе, али је отишао кад је био примећен. Касније је шпијунирао сахрану Ронана Марфија па пратио Линуса Марфија, једног од ожалошћених, провалио му у кућу и држао га на нишану наводећи да су он и Ронана били чланови скупине која га је злостављала кад је био мали и да је убио Ронана из освете. Није приказано да је убио Линуса, а после се вратио кући где је оставио списак имена међу којима су и Ронан, Линус и Томи Хантер у коверти која гласи на Арнота. Волдронова екипа је отишла у још једну рацију због дроге, а он је наредио Флеминговој да сачека док остатак екипа не претресе спрат. Флемингова је чула пуцње, пожурила на спрат и затекла остатак јединице како стоји над Волдроном упуцаним у врат. |                    |                      |               |              |                 |                                         |
| 13 | 2                  | "Поступак"           | Мајкл Килор   | Џед Меркурио | 31. март 2016.  | 6.02                                    |
| Кејт Флеминг је покушала да пружи прву помоћ рањеном нарендику Волдрону, али је он подлегао повредама у колима хитне помоћи. Остали чланови екипе, ПП Рон Кенеди, ПП Хари Бејнс и ПП Џеки Брикфорд, саслушани су у ПП-12 током чега су тврдили да се Волдрон убио упркос њиховим покушајима да га спрече. Полиција је претресла Волдронов стан и пронашла пса Линуса Марфија (кога је Волдрон одвео са совом како би помогао полицији да дође до Марфијевог тела), а ДИ Котан је пронашао кутију са украденим пиштољем, слику малог Волдрона и других дечака са Романом и Линусом Марфијем и коверту на Арнотово име у којој је Волдронов списак који је украо. Арнот је пристао да преузме истрагу Волдроновог случаја док се Котан усредсредио на његове сараднике. Арнот је пронашао Линусов дом и његово измучено и обезглављено тело, а онда и главу у складишту које је изнајмио Волдрон. Волдронови сарадници су открили да сарадници сумњиче, а Флемингова их је још више притисла говорећи да зна ко је убио Волдрона и ставила до знања да ће рећи ПП-12 за позив преко радио-станице који је Бејнс упутио Волдрону неколико тренутака пре смрти који није уведен у извештај. У међувремену, Линдзи Дентон је поднела жалбу на своју пресуду због убиства Томија Хантера, а Арнот је позван као сведок. Он је порицао да је имао полни однос са Дентоновом, али ти наводи су затегли његову везу са његовом девојком ДН Сем Рејлстон. Плашећи се притисака Флемингове, Кенеди је трежио да се нађе са Бејнсом у напуштеном складишту кривећи га за настало стање. То је довело да кратког телесног обрачуна. Дентонова је рекла на суду да је општила са Арнотом. Сутрадан, Кенедијево тело је пронађено обешено у складишту у ком се потукао са Бејнсом. Брикфордова и Бејнс су се састали и појавили сутрадан како би ускладили своје приче за ПП-12. Сада тврде да је Кенеди убио Волдрона, а Брикфордова је признала да је била у вези са Кенедијем све до пре неколико месеци кад су раскинули пошто је провела једну ноћ са Волдроном. Бејнс је примио пошиљку у којем је био мобилни телефон, а онда га је звао неко ко му је честитао на обмани. |                    |                      |               |              |                 |                                         |
| 14 | 3                  | "Легло змија"        | Мајкл Килор   | Џед Меркурио | 7. април 2016.  | 5.73                                    |
| Хејстингс је одобрио Флеминговој надзирање Харија Бејнса. Она га је пратила кад се састао са Џеки Брикфорд. Кад је Арнот разговарао са Бејнсовим надређеним, Бејнс се помео и виђен је како зове своју везу из говорнице. Флемингова је рекла Котану да среди још једно ископавање тела Рона Кенедија, а он је то намерно одбио. Слика Волдрона и Ронана Марфија је повезана са његовим боравком у дому "Пешчани поглед". Арнот је препознао Џозефа Неша, још једног дечака са слике, и разговарао са њим. Неш је објаснио да се Линус Марфи бринуо о Пешчаном погледу, да су обојица злостављали дечаке и да су дечаке полно злостављли људи и из "Пешчаног погледа" и споља. Препознао је тадашњег саветника Дејла Роча, али Роч није могао да изађе на суђење због можданог удара. Брикфордова је посетила Кејт Флеминг како би видела због чега је ПП-12 тражи. Флемингова је открила да је Бејнс неког звао, наводно Брикфордову. Брикфордова се састала са Бејнсом, а он није могао да објасни позив. Брикфордова се онда вратила у ПП-12 и признала да је Волдрон убијен у тучи у којој су она и Кенеди учествовали, али је само Бејнс видео како је почело. Бејнс тврди да је Волдрон потегао пиштољ на њега и да је зграбио пиштољ у самоодбрани. Брикфордова је признала да је лагала и о смрти Ронана Марфија. Хејстингс је раскинуо полицијски уговор са Брикфордовом и упозорио је да би и даље могла да буде оптужена. У међувремену, Арнот је наредио другу обдукцију тела Рона Кенедија која је означила да је убијен. ПП-12 је кренуо у хапшење Бејнса, а Јединица за ватрена оружја је послата на то, али његова веза (за коју се открило да је Котан) га је упозорила па је побегао и отишао у складиште где је тело Рона Кенедија било обешено и нашао Котана (не знајући да је он његова веза). Док се екипа Јединице за ватрена оружја приближавала, Котан се везао лисицама и повредио како би лажирао борбу. Бејнс је ухапшен, а полиција је пронашла омчу којом је потврдила Котанову причу да је Бејнс хтео да га обеси. Суђење Линдзи Дентон достиже завршницу. Порота је прогласила да није крива за заверу за убиство па је пуштена. Арноту је ван суда рекла да му опрашта. Котану су сарадници честитали, али је мобилни телефон без власника у Бејнсовом дому указао да је примио нечија наређења, а док је он гледао вести о пуштању Дентонове, мобилни телефони у његовој кући су почели да звоне истовремено. |                    |                      |               |              |                 |                                         |
| 15 | 4                  | "Негативни притисак" | Џон Стрикланд | Џед Меркурио | 14. април 2016. | 5.55                                    |
| Линдзи Дентон је доведена у ПП-12 где је захтевала службено извињење и открила да има снимак себе и ДН Арнота у оптужујућем стању који ће искористити против њега као доказ кривоклетства уколико не изађу у сусрет њеним условима. Дентонова је присиљена да ради као теткица у једној продавници, а касније је ухватила у клопку покровитеља за условну који је хтео да општи са њом. Арнот − који губи поверење одељења − се на крају састао са Дентоновом и тражио од ње помоћ у проналажењу везе између Пешчаног погледа и Томија Хантера. ДИ Метју Котан је награђен за зсалуге због спознаје храброг хапшења полицијског службеника који је примио мито Харија Бејнса. Онда је хтео да каже Гил и ДП Кејт Флеминг да га брине Стивово понашање и да носи оружје под сакоом. Бејнс је преизнао да је убио Денија Волдрона по наруџбини непознате особе, али је наваљивао да није убио Рона Кенедија. Стив и Кејт су се састали са Тедом и рекли да верују да би требало да саслушају службеника у пензији у вези наводне пријаве мајке са којом је полно-злостављани Дејл Роч био у талу, а исход тога је било Дејлово хапшење и слање у затвор. Мајка је видела Дејла Роча у новинама касније па је схватила да су је лагали. Смрт бившег социјалног радника Пешчаног погледа која је проглашена као самоубиство се поново истражује због навода да је он хтео да пријави злостављање полицији и да је убијен како би се спречило покретање случаја. На крају су разговорили са помоћником главног надзорника Фербанком који тврди да се не сећа случаја. Он и Хејстингс су се руковали што је Арнот протумачио као масонско. Котан се састао са бишим сарадником Најџелом Мортоном и запретио му да ће му узети пензију уколико не преда последњи живи доказ његове умешаности − мобилни телефон и СИМ картицу са подацима о разговорима са Хантером. Мортон је рекао ПП-12 да је Потрчко још увек жив због чега је Котан направио профил са претпоставком који је намерно учинио да пристаје Арноту. Мортон је дао мобилни и СИМ картицу Котану у возном парку (где је Котан био спреман да га убије уколико то не испуни), али је тада откривено да су то двојници, а да су му прави и даље сакривени у колима. |                    |                      |               |              |                 |                                         |
| 16 | 5                  | "Списак"             | Џон Стрикланд | Џед Меркурио | 21. април 2016. | 5.72                                    |
| Котан је наставио да прави случај против Арнота, а прво је притиснуо ПП Манет Бандру да сачека са кључном форензиком (тачније са ковертом пронађеном у стану Денија Волдрона), а онда је проширио гласине о Арнотовом понашању, а међу тиме је рекао Флеминговој да има траг о који повезује Арнота са мићењем Линдзи Дентон. Арнота је на крају Хејстингс невољно одаљио са дужности коме је он открио уредну датотеку која би повезала Романа и Линуса Марфија са Томијем Хантером. Хејстингс је обавестио Гил о овоме, али је она то одбила. У међувремену, Фербанк је позван на разговор и није обраћао пажњу кад су му показане слике наводних злостављача као што су заступник Дејл Роч и прави ди-џеј Џими Савил (који није именован). Џозефу Нешу је показана Фербанкова слика, тобоже да га препозна као службеника који је превидео пријаву, али његово реаговање је указало да је и Фербанк један од злостављача. Арнот и Линдзи Дентон истражују могућност да је Дени Волдрон сакрио још један примерак свог списка злостављача. Дентонова је схватила да је списак највероватније у дигиталном облику па је преварила Арнота да открије лажни траг док је она, пошто је украла његову бележницу, отишла у интернет кафић како би приступила Волдроновој е-пошти. Тамо је у фасцикли са нацртима пронашла слику списка и пребацила ју је код себе како осигурање. Котан ју је сачекао напољу и увукао у своја кола − за која је откривено да су службена ДН Арнота са лажним таблицама − и одвезао је на градилиште где јој је понудио новац у замену за податак држећи уперен пиштољ. Дентонова је, рекавши истину о својим скрупулама као бивше полицијске службенице, лукаво послала е-поштом списак Хејстингсу. Котан ју је убио, али није стигао да спречи слање списка. |                    |                      |               |              |                 |                                         |
| 17 | 6                  | "Провала"            | Џон Стрикланд | Џед Меркурио | 28. април 2016. | 5.93                                    |
| Патрик Фербанк је ухапшен и саслушан у вези новог податка који је пружио Џо Неш током препознавања. Током саслушања, Хејстингсу је стигао списак који је послала Линдзи Дентон по коме је Фербанк један од злостављача. У међувремену, Арнот је открио да су му бележница и кола украдени. Док је пријављивао крађу кола, Хејстингс је примио позив од лучких радника јер је тело Линдзи Дентон пронађено у његовим колима. Арнот је ухапшен због сумње да је починио убиство. Током саслушања, докази који означавају Арнота као "Потрчка", међу којима су мито од Линдзи Дентон и мобилни којим је звао Харија Бејнса, су пронађени у Арнотовој торби за теретану. Арнот је схватио да су докази о његовом узимању ватреног оружја лажирани како би испало да га није вратио и зна да му је неко из одељења сместио, али не зна како да докаже то. Котан је онда на Хејстингсово и изненађење Флемингове открио да је изузео доказе пронађене у коверти коју је Арноту оставио Дени Волдрон и да су докази на терену за голф и наводно потрвђују да је Арнот "Потрчко". Флемингова је обавестила Хејстингса да је тајно истраживала запослене ПП-12 по налогу надзорника из ПП-3 и указала је на недоследности у Котановом испитивању Арнота. Пошто је разговарала са ДН Николом Роџерсон, она је препознала Котана као човека који је довео ПП-12 до лажиране датотеке против Ронана Марфија. Хејстингс је разговарао са Гил Бигало, а она је потврдила да јој је Котан дао датотеку. Манет је касније открила Флеминговој да јој је Котан рекао да не обавештава Арнота ни о каквим форензичким налазима о коверти пронађеној у Волдроновом стану. Флемингова је такође открила снимак видео-надзора који указује да је неко возио Арнотова кола са лажним таблицама непосредно пре времена убиства. Котан је приведен на саслушање током кога је порицао било какво сазнање о лажираној датотеци и тврдио је да је Арнот вероватно одговоран за то је рје раније био у вези са ДН Роџерсоновом. Хејстингс је натерао Котана због доказа са терена за голф и тога да никаква крв није пронађена на терену сем крви на коверти и списку. Котан је рекао да ју је уклонио како Арнот не би открио да га истражује. Флемингова је откриоа нове форензичке доказе против Котана − влакна са конпоца пронађеног на попришту убиства Рона Кенедија у пртљажнику његових кола. Котан је упорно порицао било какву умешаност у Кенедијевом убиству. Хејстингс му је онда показао доказе које је омогућио Најџел Мортон који указују да је натерао Мортона да другог човека означи као "Потрчка" и да је тајно користио мобилни телефон. Списак опзива је доказао да је звао Томија Хантера неколико пута неколико месеци пре његове смрти. Флемингова је притисла Котана у вези трага који Арнота повезује са мићењем Линдзи Дентон, а Хејстингс је истакао да новац није могао да буде у Арнотовој торби за теретану јер је откривен тек пошто је Линдзи Дентон убијена јутро након што је Котан рекао за наводне доказе против њега. Кад су га питали где је био у јутро убиства Линдзи Дентон, Котан није омогућио покриће, а Флемингова је рекла да није био у свом стану као што је рекао. Котан је послао поруке трима особама које гласе: "Уклањање", "Разговор" и "Вози", а онда су наоружани службеници који су чували собу за саслушање убили једног службеника, пуцали у собу за саслушање и ослободили Котана па му додали пиштољ. Док га је јурила наоружана Флемингова, Котана су спасла кола за бекство. Флемингова је успела да убије возача због чега су кола завршила у застоју. Док је ишла ка Котану, други човек је три пута запуцао на њу, али је Котан искочио пред њу и примио метке. У последњем чину искупљења, Котна је дао изјаву на самрти која је непосредно осудила Фербанка на десет година. Епилог: Арнот је ослобођен, Флемингова је примила орден за храброст и унапређена је у наредницу, Дентоновој је иследник постхумно уручио признање за заслуге, али је сахрањена без ожалошћених, а Најџел Мортон је отишао у пензију са додатком од бенефицираног радног стажа. Хејстингс, Арнот и Флемингова су остали у ПП-12. |                    |                      |               |              |                 |                                         |